# Till Mairhofer
Till Mairhofer (* 29. Mai 1958 in Steyr) ist ein österreichischer Verleger und Schriftsteller.

## Biografie
Bereits als 16-Jähriger unternahm Mairhofer erste künstlerische Versuche, indem er in seiner Heimatstadt Ferdinand Raimunds Zaubermärchen Der Verschwender inszenierte. Heute verfasst er Gedichte, Romane, Erzählungen und Essays. Als Mitbegründer des Verlages „Edition Wehrgraben“ gab er außerdem die gesammelten Werke Dora Dunkls heraus (Ein Haus aus Stein, 1992). Der Hauptschullehrer versteht sich als „Literaturpädagoge“ und organisiert Schultheateraufführungen und literarische Wanderungen, etwa zu den Schauplätzen der Romane Marlen Haushofers im oberösterreichischen Steyrtal (Die Wand, 1962, Himmel, der nirgendwo endet, 1966).

## Werke (Auswahl)
- kopfgehen. Steyr: Edition Wehrgraben, 1991
- moses oder ein echo für vögel. Liebesgedichte. Weitra: Bibliothek der Provinz, 1997
- Der Bomber. Roman. Linz: Großer Verlag, 1998
- Das Y im Namen dieser Stadt. Steyr: Ennsthaler, 2005
- Caro und Karoline. Erzählung, Wien: Buchclub der Jugend, 2005